# ハート・リング健康Radio〜認知症と手をつなごう〜
「ハート・リング健康Radio〜認知症と手をつなごう〜」（ハート・リングけんこうラジオ にんちしょうとてをつなごう）は、文化放送のラジオ番組。2015年7月5日 開始。認知症に関する情報を紹介する。ロッテの一社提供。

## 前史
文化放送では2013年から、リスナーに向けて認知症について関心を持ってもらうよう呼びかけている。その一つとして2013年7月に当時文化放送アナウンサーだった吉田涙子がパーソナリティを務めた「カイゴとエガオ〜認知症をあきらめない〜」という認知症をテーマにしたラジオ番組が放送を開始した。この番組の前身ともいうべき番組で、当時は認知症の介護に特化した内容で毎回認知症の介護や治療に関する専門家（主に医師など）をゲストに招き、話を聞きながら吉田が認知症に関する様々な情報を紹介していくというものだった。
しかし、この番組の提供スポンサーをつとめていた製薬メーカー「ノバルティスファーマ」が不祥事を起こした為にスポンサーを降板し、2013年12月末で番組は終了した。
なお、もともと吉田が自身の先輩で当時文化放送アナウンサーの竹内靖夫と一緒に司会を務め、2009年4月から放送されていた「バンブー・涙子のそんぽのホント」が2013年3月いっぱいで終了。同年4月より「そんぽのホント」の後継番組として、竹内と吉田に代わって当時文化放送アナウンサーの石田絵里奈が司会を務める認知症をテーマにした健康情報番組を開始する予定だったのだが、石田が同年3月いっぱいでアナウンサー業から引退し文化放送も退職した為に白紙となった。このため、「カイゴとエガオ」が開始されるまでの3か月間はこの枠に「斉藤一美のスポーツタイム ズミスポ」を充当した。

## 番組内容
本番組は吉田に代わり、伊藤佳子（文化放送アナウンサー(当時)）がパーソナリティを務めた。
認知症と関わる、あらゆる分野の専門家と有識者をゲストに毎回 招き、認知症と認知症を取り巻く現在の環境をテーマに話を聞きながら、リスナーに向けて認知症を知ることで認知症の人に優しく接する為にはどうすれば良いか。自分や家族はどの様に生活していきたいか。未来を考えて貰う きっかけを提供する番組である。前身番組『カイゴとエガオ』は認知症の介護や治療に特化した内容だったが本番組は介護や治療だけにとどまらず、それ以外の認知症に関わる情報も発信する。
2016年4月より、リスナーからハガキやメールなどで番組に対する意見や感想を募集するコーナーが設けられた。寄せられた意見や感想は番組の公式サイト内で紹介された。
2015年7月の放送開始から1年4か月に渡り、パーソナリティを担当した伊藤が2016年10月、文化放送アナウンス部から報道スポーツ センター所属の報道記者となり、同年11月からは石川真紀（当時文化放送アナウンサー）が担当した。
石川は2022年3月27日の放送をもって番組を卒業（その3か月後の2022年6月末に文化放送を退職）。同年4月3日より、鈴木純子（文化放送アナウンサー）がパーソナリティを務めている。
ロッテの一社提供だが、本番組は提供読みの際に「ロッテ噛むこと研究室」のスポンサー名で紹介している。
2015年7月5日 - 2023年3月26日は日曜日17:40 - 17:50で放送されていたが、手前番組の変更に伴い2023年4月2日より日曜日17:45 - 17:55へ移動して放送されている。

## 出演者
- パーソナリティ
  - 鈴木純子（文化放送アナウンサー）

過去の出演者
- パーソナリティ
  - 伊藤佳子（文化放送アナウンサー(当時)）
  - 石川真紀（同上）
- レギュラー
  - 町永俊雄（福祉ジャーナリスト、番組開始から2016年3月まで不定期 出演）

## 放送日時
- 日曜日 17:40 - 17:50（放送開始 - 2023年3月）
- 日曜日 17:45 - 17:55 （2023年4月 - ）